# 鎌田政広
鎌田 政広（かまた まさひろ、天文9年（1540年） - 文禄2年4月17日（1593年5月17日））は戦国時代から安土桃山時代にかけての薩摩国島津氏の武将。通称は刑部左衛門尉。父は鎌田政年、母は山田有親の娘。妻は阿多久鎮の娘。子は鎌田政常、鎌田政朝。
天正の始め頃、主君・島津義久より志布志の地頭に任じられる。天正9年（1581年）の水俣城攻めでは旗本勢として出陣し、天正12年（1584年）には沖田畷の戦いの前哨戦となる肥前竹崎城攻めにおいて、味方が勝利すると軍配者として船上より勝ち鬨を上げた。
また、度々義久の使者にも任じられ、天正13年（1585年）に豊臣秀吉ならびに細川幽斎より義久宛てに書状が届いた際は、その返書を幽斎へ届ける役を担い、翌年にも義久の使者として上洛し、九州仕置きに関して秀吉と面談に及んでいる。
文禄2年（1593年）に死去した。享年54。法名は「勢兵本隆居士」。